# Hans-Joachim Schemel
Hans-Joachim Schemel (geboren am 22. Januar 1945 in Haynau, Schlesien) ist ein deutscher Landschaftsökologe und Stadtplaner.

## Leben
Schemel war von 1975 bis 2015 Politikberater in Umweltfragen. Nach Studium der Landschaftsökologie und städtebaulichem Aufbaustudium an der TU München forschte er von 1975 bis 1983 am Münchner Alpeninstitut. Nach seiner Promotion 1985 über die Umweltverträglichkeitsprüfung (UVP) als Instrument der umweltpolitischen Entscheidungsvorbereitung gründete er das „Büro für Umweltforschung und Stadtentwicklung“ München. Bis 2015 beriet er Regierungen auf Bundes- und Länderebene sowie Kommunen, Verbände, Initiativen und Stiftungen auf wissenschaftlicher Basis.
Schemel entwickelte das Konzept der Flächenkategorie „Naturerfahrungsraum“, die im Bundesnaturschutzgesetz und im Baugesetzbuch verankert wurde und inzwischen in zahlreichen Städten realisiert ist. Seit 2000 ist er Sprecher des bundesweiten „Arbeitskreises Städtische Naturerfahrungsräume“. Von 1993 bis 2015 war er öffentlich bestellter und beeidigter Sachverständiger für Umweltverträglichkeitsprüfung und Eingriffsregelung. Er war langjähriges Mitglied des Beirats „Sport und Umwelt“ beim Bundesumweltminister. Die Ergebnisse seiner Forschungen zu umweltrelevanten Fragestellungen und Entscheidungen haben Eingang in Fachzeitschriften und Fachbücher gefunden.
Schemel hat Fachgutachten und Forschungsberichte u. a. für folgende deutsche Bundesministerien und Bundesbehörden erstellt: Umweltbundesamt (UBA), Bundesamt für Naturschutz (BfN), Gesellschaft für Technische Zusammenarbeit (GTZ), Bundesministerium für Bildung und Forschung, Bundesministerium für Raumordnung, Bauwesen und Städtebau.

## Schriften
- Erholung im Nahbereich städtischer Verdichtung. Reihe Schriften des Deutschen Instituts für Urbanistik Bd. 49. Kohlhammer, Stuttgart 1974. ISBN 3-17-002202-4.
- Die Umweltverträglichkeit von Großprojekten – Grundlagen und Methoden sowie deren Anwendung am Beispiel der Fernstraßenplanung. Reihe Beiträge zur Umweltgestaltung. Band A 97, Erich Schmidt Verlag, Berlin 1985. ISBN 3-503-02502-2.
- Umweltverträgliche Freizeitanlagen. Analyse und Bewertung. Reihe Berichte des Umweltbundesamtes, Band 87,5. Erich Schmidt Verlag, Berlin 1987. ISBN 3-503-02700-9.
- mit Kristin Wedekind und Tomas Brückmann: Umweltqualität als kommunaler Standortfaktor – Ganzheitliche Planung für nachhaltige Entwicklung im ländlichen Raum am Beispiel der sächsischen Kleinstadt Kohren-Salis. IRB-Verlag, Ludwigsburg 1994. ISBN 3-8167-4097-9.
- Naturerfahrungsräume. Reihe Angewandte Landschaftsökologie, Heft 19, Hrsg. Bundesamt für Naturschutz, Bonn-Bad Godesberg 1998. ISBN 3-89624-315-2.
- mit Wolfgang Strasdas: Bewegungsraum Stadt – Bausteine zur Schaffung umweltfreundlicher Sport- und Spielgelegenheiten. Meyer & Meyer Aachen 1998. ISBN 3-89124-489-4.
- mit Wilfried Erbguth: Handbuch Sport und Umwelt. Meyer & Meyer, Aachen 3. Auflage 2000. ISBN 3-89124-623-4.
- Sports and the Environment: Conflicts and Solutions. Verlag Meyer & Meyer Sport (UK) Ltd. Oxford, Aachen 2001. ISBN 1-84126-051-7.
- mit Dietlind von Lassberg, Armin Vielhaber, Gudrun und Wolfgang Meyer: Kommunikation und Umwelt im Tourismus – Empirische Grundlagen und Konzeptbausteine für ein nachhaltiges Verbraucherverhalten im Urlaub. Reihe Berichte 2/01 des Umweltbundesamtes. Erich Schmidt Verlag, Berlin 2001. ISBN 3-503-06001-4.
- mit Konrad Reidl, Baldo Blinkert: Naturerfahrungsräume im besiedelten Bereich. Schriftenreihe der Hochschule für Wirtschaft und Umwelt Band 24, Nürtingen-Geislingen 2005. ISBN 3-9809939-0-6.
- Wirtschaftsdiktatur oder Demokratie? Wider den globalen Standortwettbewerb – für eine weltweite Regionalisierung. Publik-Forum Verlag Oberursel 2010. ISBN 978-3-88095-206-5.
- mit Erich Gassner: Umweltschadensgesetz. Kommunal- und Schulverlag Wiesbaden, 3. Auflage 2016. ISBN 978-3-8293-1250-9.